# Aleksandr Kowtunow
Aleksandr Wasiljewicz Kowtunow (ros. Александр Васильевич Ковтунов, ur. 12 kwietnia 1933 we wsi Łucenkowo w rejonie aleksiejewskim w obwodzie biełgorodzkim, zm. 14 września 2009 w Moskwie) – radziecki dowódca wojskowy, generał pułkownik, kandydat nauk wojskowych.

## Życiorys
Podczas okupacji przebywał w latach 1942–1943 w obwodzie ługańskim. W 1951 ukończył Suworowską Szkołę Wojskową w Kijowie, w 1953 Wyższą Ogólnowojskową Szkołę Oficerską w Odessie, w 1964 Akademię Wojskową im. Frunzego w Moskwie, następnie Akademię Sztabu Generalnego im. Woroszyłowa. W latach 1953–1959 dowódca plutonu i kompanii w Dalekowschodnim Okręgu Wojskowym, w 1959 dowódca kompanii w Nadbałtyckim Okręgu Wojskowym, w 1962 dowódca oddziału szkolnego, w latach 1964–1966 dowódca batalionu zmechanizowanego, 1966-1967 szef sztabu 172 Gwardyjskiego Pułku Zmechanizowanego 39 Gwardyjskiej Dywizji Zmechanizowanej, 1967–1970 dowódca 174 Gwardyjskiego Pułku Zmechanizowanego 57 Gwardyjskiej Dywizji Zmechanizowanej i szef sztabu tej dywizji w Grupie Wojsk Radzieckich w Niemczech, 1972–1975 dowódca dywizji zmechanizowanej w Zakaukaskim Okręgu Wojskowym, w 1975 dowódca korpusu w Odeskim Okręgu Wojskowym, w 1976 dowódca korpusu w Centralnej Grupie Wojsk, w 1978 dowódca i członek Rady Wojskowej Armii Zachodniego Okręgu Wojskowego, w latach 1983–1984 szef sztabu – I zastępca dowódcy wojsk Środkowoazjatyckiego Okręgu Wojskowego, 1984–1987 dowódca Północnej Grupy Wojsk stacjonującej w PRL. W latach 1987–1989 dowódca wojsk Środkowoazjatyckiego Okręgu Wojskowego, 1989–1922 głównodowodzący wojskami Dalekiego Wschodu, 1992–1993 w dyspozycji dowódcy Wojsk Lądowych. W latach 1979–1983 deputowany do Rady Najwyższej Azerbejdżańskiej SRR, 1985–1987 deputowany do Rady Najwyższej Białoruskiej SRR, 1987–1989 deputowany do Rady Najwyższej ZSRR, w 1988 delegat na XIX konferencję KPZR, w latach 1990–1993 ludowy deputowany Rosji, w 1993 doradca premiera Federacji Rosyjskiej, delegat na XXV Zjazd Komunistycznej Partii Ukrainy, delegat na XXVIII Zjazd KPZR.

## Odznaczenia
- Order Czerwonej Gwiazdy
- Order „Za służbę Ojczyźnie w Siłach Zbrojnych ZSRR” II klasy
- Order „Za służbę Ojczyźnie w Siłach Zbrojnych ZSRR” III klasy
- Medal 100-lecia urodzin Lenina
- Medal „Za wyróżnienie w ochronie granic państwowych ZSRR”
- Medal jubileuszowy „Dwudziestolecia zwycięstwa w Wielkiej Wojnie Ojczyźnianej 1941–1945”
- Medal 60-lecia Zwycięstwa w Wielkiej Wojnie Ojczyźnianej 1941–1945
- Medal „Weteran Sił Zbrojnych ZSRR”
- Medal „Za rozwój dziewiczych ziem”
- Medal jubileuszowy „40 lat Sił Zbrojnych ZSRR”
- Medal 50-lecia Sił Zbrojnych ZSRR
- Medal 60-lecia Sił Zbrojnych ZSRR
- Medal jubileuszowy „70 lat Sił Zbrojnych ZSRR”
- Medal „Za nienaganną służbę” I klasy
- Medal „Za nienaganną służbę” II klasy
- Medal „Za nienaganną służbę” III klasy